# 松野絵里子
松野 絵里子（まつの えりこ、1969年1月10日 - ）は日本の弁護士。

## 来歴
筑波大学附属高等学校から東京大学に入学。同大学法学部第3類（政治コース）在学中にイギリスに留学。1992年に東大法学部第3類（政治コース）を卒業し、モルガン・スタンレー証券に入社。司法試験に合格し、2000年に弁護士登録。2010年6月に東京ジェイ法律事務所を設立し、代表となる。

### 略歴
- 1992年3月：東京大学法学部第3類（政治コース）卒業。
- 1992年4月：モルガン・スタンレー証券に入社（〜1993年10月）。
- 2000年4月：長島・大野・常松法律事務所アソシエイト（〜2010年5月）。
- 2010年7月：東京ジェイ法律事務所代表。（現任）
- 2011年7月：NPO法人証券・金融商品あっせん相談センターあっせん委員。（現任）
- 2014年11月：ヘルスケアアセットマネジメント（株）コンプライアンス委員会外部委員。（現任）
- 2015年10月：ウェルスナビ（株）監査役。
- 2019年6月：日本女性法律家協会　幹事。（現任）
- 2020年6月：H.U.グループホールディングス（株）社外取締役。
- 2022年3月：ウェルスナビ（株）社外取締役。（監査等委員）（現任）
- 2023年5月：(株)東京衡機　取締役。（現任）

## その他
弁護士にとって離婚事件は、嫌う人が多い分野とし、日本ではそこまで専門化しておらず、離婚事件だけやっている弁護士はいないという考えを持ち、弁護士の「気質」としては、①話がしやすい弁護士、②先の見通しを説明してくれる弁護士、③話を聞いてくれる、④同情してくれる弁護士、⑤いろいろ決めてくれる弁護士、⑥結果を出す弁護士だとしている。